# 1844 en Lorraine
Chronologie de la Lorraine
- 1840
- 1841
- 1842
- 1843
- 1844
- 1845
- 1846
- 1847
- 1848

Cette page est une liste d'événements qui se sont produits durant l'année 1844 en Lorraine.

## Événements
- Création de la brasserie Salmon à Freistroff[1].
- 1er octobre : fondation à Nancy par Henri Loritz[2], du pensionnat Callot devenu par la suite le Lycée Henri-Loritz[3].

## Naissances

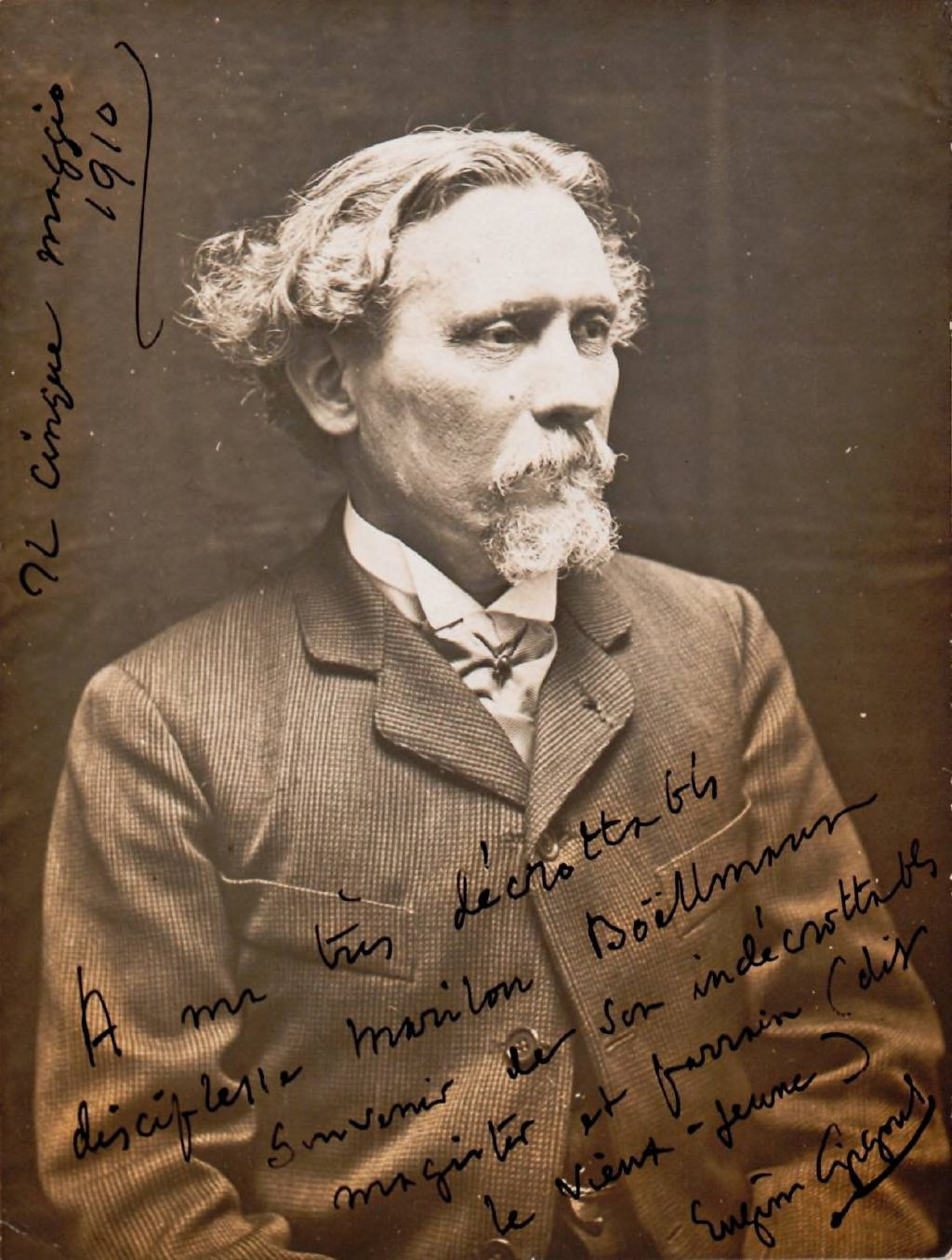
Eugène Gigout.

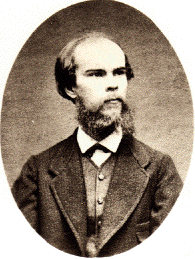
Paul Verlaine.

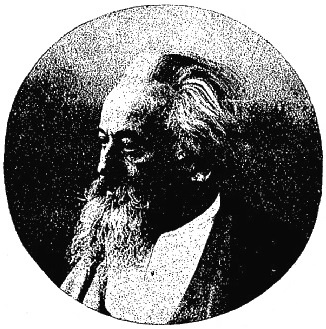
Victor Huel

- Rémy-Édouard Jacquemin, architecte français, né à Metz en 1844, et mort dans la même ville, le 15 août 1906. Actif dans la seconde moitié du XIXe siècle, il fut l'architecte de nombreux édifices religieux en Moselle.
- 16 janvier à Toul : Jules Cordier est un homme politique français mort le 25 décembre 1919 à Toul.
- 23 mars à Nancy : Eugène Gigout, mort à Paris le 9 décembre 1925, compositeur et organiste français.
- 24 mars à Hayange : Henri de Wendel, décédé le 10 octobre 1906, industriel français. Il fut député protestataire au Reichstag de 1881 à 1890.
- 30 mars à Metz, 2 rue Hautepierre[4] : Paul Verlaine, écrivain et poète français du XIXe siècle, mort à Paris le 8 janvier 1896[5].
- 26 mai à Nancy : Lucien Daubrée (nom de naissance : Louis Alfred Lucien Daubrée)[6], et mort le 16 décembre 1921, est un ingénieur forestier français, qui a été directeur général des Eaux et Forêts et est l'auteur d'un travail statistique important (premier inventaire forestier national).
- 14 juin à Saint-Avold : Victor Joseph Altmayer, mort le 1er décembre 1908 à Limoges, général de division français.
- 24 juin à Nancy : Victor Huel, mort dans cette même ville le 19 août 1923, sculpteur français actif entre le milieu du XIXe siècle et le début du XXe siècle.
- 5 juillet à Neufchâteau (Vosges) : Edmond Marie Petitjean, peintre et illustrateur français, mort le 7 août 1925 à Paris.
- 22 août à Saint-Dié : Gaston Save[7], mort le 20 juillet 1901, peintre, graveur, illustrateur, historien et archéologue français.
- 15 septembre à Bettviller : Jacques Hessemann (en allemand : Jakob Hessemann), décédé le 13 septembre 1925 à Rohrbach-lès-Bitche, est un homme politique lorrain[8] du pays de Bitche.
- 21 septembre à Metz : Alfred Céléstin Coupillaud (décédé en 1925), général de division français de la IIIe République, écrivain et journaliste.
- 11 octobre à Montigny-lès-Metz : Léon Barillot, décédé à Paris 17e le 8 février 1929[9], graveur, peintre animalier et paysagiste français.
- 2 décembre à Nancy : Jean-Joseph Picoré, mort à Nancy le 8 septembre 1928[10], arboriculteur et paysagiste français.
- 3 décembre à Gérardmer (Vosges) : Maximilien Kelsch, industriel et homme politique français décédé le 30 avril 1906 dans la même ville.
- 16 décembre à Stainville : Alix Joffroy, mort le 24 novembre 1908 à Paris, médecin neurologue, neuropathologiste et psychiatre français, élève de Charcot, deuxième titulaire de la chaire de clinique des maladies mentales et de l'encéphale à Sainte-Anne.
- 18 décembre à Vagney : Ernest Grosjean, mort le 28 décembre 1936 à Versailles, organiste et compositeur français.
- 30 décembre à Saint-Dié-des-Vosges : Charles Victor de Baudot, décédé à Lille le 5 avril 1922[11], missionnaire et écrivain français.

## Décès
- 10 mai à Saint-Mihiel : Laurent Leclerc, homme politique français né le 2 juillet 1768 à Saint-Mihiel (Meuse).
- 24 mai à Nancy : Nicolas Welche, homme politique français né le 6 février 1769 à Senones (Vosges).
- 25 juillet à Nancy : René-Charles Guilbert de Pixerécourt[N 1], né le 22 janvier 1773 à Nancy[12],[N 2] , dramaturge, directeur de théâtre, traducteur et bibliophile[N 3] français.
- 21 décembre à Metz : Pierre-Sylvestre Jaunez, né à Metz le 31 décembre 1755 [13], architecte messin, connu pour avoir achevé le marché couvert de Metz.